# Lista de bandeiras vermelhas em corridas da Fórmula 1

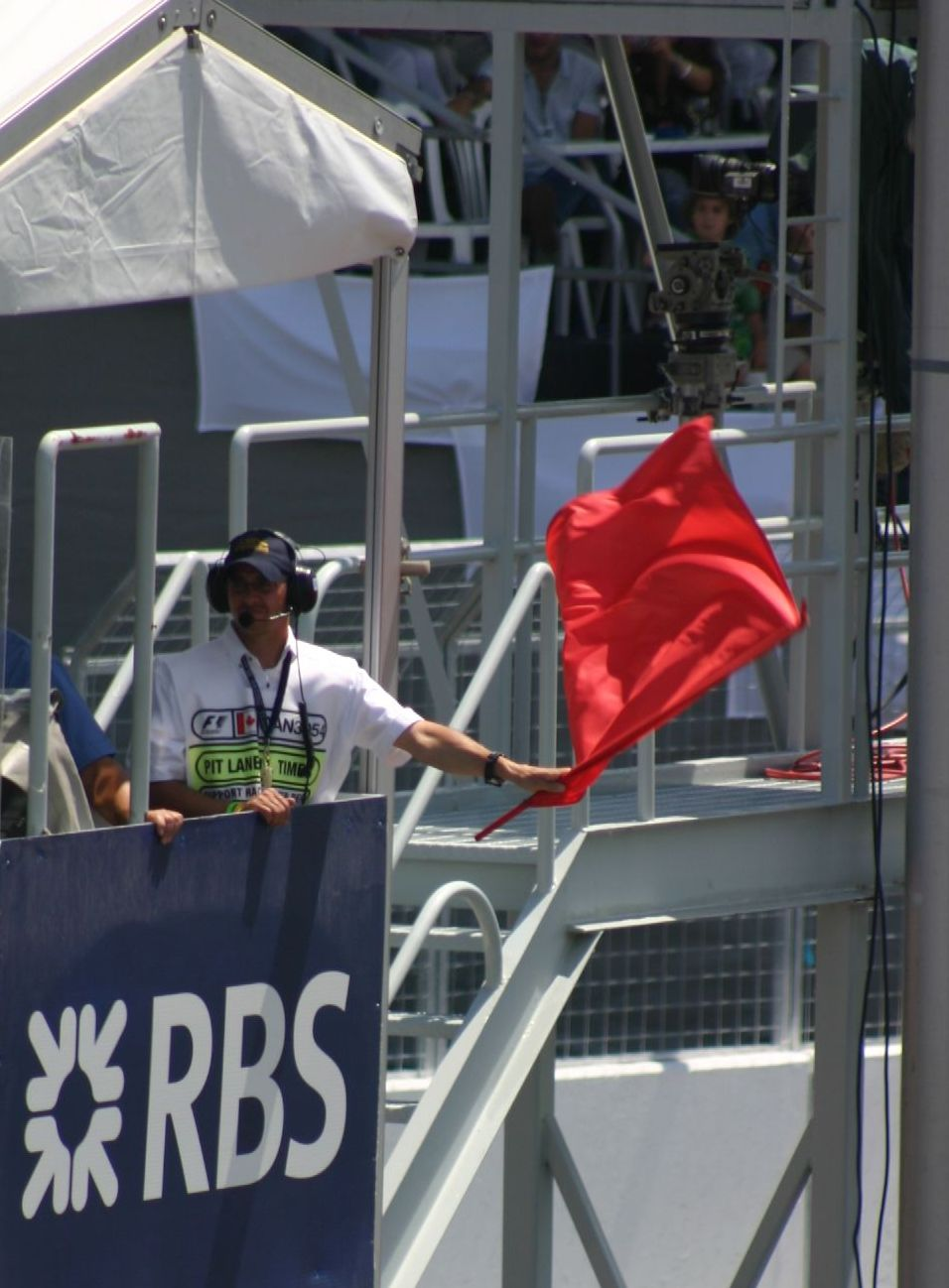
A bandeira vermelha é acionada para indicar uma pausa não programada em uma corrida, normalmente por questões de segurança.

A Fórmula 1 é a categoria mais alta do automobilismo mundial de acordo com a Federação Internacional do Automóvel (FIA), a associação mais importante do mundo dos esportes a motor. O Campeonato Mundial de Fórmula 1 consiste em uma série de corridas conhecidas como Grandes Prêmios ou GPs, que são realizados em autódromos ou circuitos de rua. Os resultados de cada corrida são somados ao longo da temporada para que se determinem dois campeões ao final do ano, um de pilotos e outro de construtores.
A bandeira vermelha é acionada quando um acidente acontece ou quando as condições de pista não atingem um nível mínimo de segurança. A bandeira é agitada ao redor do circuito pelos comissários de pista. Um sistema de posicionamento global (GPS) foi introduzido em 2007 para auxiliar os marshalls a notificarem os pilotos de que a corrida foi interrompida. Desde então, quando a bandeira vermelha é acionada, os competidores recebem a informação em questão de segundos dentro de seus cockpits. Assim que a bandeira vermelha é agitada, a saída do pit lane é fechada e todos os pilotos devem conduzir o carro até os boxes de maneira cautelosa, sem ultrapassagens e seguindo ordens da direção de prova. Desde 2005, um aviso prévio de 10 minutos antes da corrida ser reiniciada atrás do carro de segurança (na maioria dos casos) é dado para as equipes. Anteriormente, a corrida era reiniciada na ordem do grid da penúltima volta antes da bandeira vermelha. Se uma corrida, por qualquer motivo, não pode ser reiniciada, "o resultado do final da penúltima volta antes da volta em que a bandeira vermelha foi acionada" é considerado o resultado final. Se 75% da distância da corrida não foi completo e a mesma não pode ser reiniciada, os pontos são divididos pela metade. Até 2015, caso a corrida não pudesse ser resumida ou iniciada e menos de duas voltas tivessem sido completadas, os pontos seriam anulados e consequentemente não contabilizados. Desde 2016, a regra cita que "os pontos não serão atribuídos se duas voltas ou menos foram completadas".
Desde o primeiro GP da história da Fórmula 1, a bandeira vermelha foi agitada em 80 corridas, sendo que a última foi no Grande Prêmio da Austrália de 2023, que foi também a primeira prova a ter 3 interrupções na história da categoria. Um total de 26 corridas foram reiniciadas ainda na primeira volta, enquanto 13 não recomeçaram. Dentre essas, 9 foram por conta das condições do circuito após uma forte chuva e 5 por conta de acidentes envolvendo pilotos. Outras 5 corridas foram interrompidas por acidentes que resultaram em fatalidades: a primeira foi o Grande Prêmio da Espanha de 1975, quando na volta 29 o carro de Rolf Stommelen bateu em uma área com torcedores, matando cinco pessoas; a segunda foi o Grande Prêmio da Itália de 1978 quando um acidente grave acabou causando a morte de Ronnie Peterson; a terceira foi o Grande Prêmio do Canadá de 1982, interrompido na primeira volta quando Riccardo Paletti atingiu em cheio a Ferrari de Didier Pironi, resultando na morte de Paletti; a quarta foi no Grande Prêmio de San Marino de 1994, após uma batida forte de Ayrton Senna na curva Tamburello, posteriormente resultando em sua morte; a quinta foi no Grande Prêmio do Japão de 2014, após a batida de Jules Bianchi em um trator que posteriormente se resultou em fatalidade.

## Corridas em que a bandeira vermelha foi utilizada
| N | Indica que a corrida não foi reiniciada                                         |
| Y | Indica que a corrida foi reiniciada sem completar a distância programada        |
| R | Indica que a corrida foi resumida completando a distância programada            |
| S | Indica que a corrida foi reiniciada com uma distância menor do que a programada |

- A coluna da "Volta" identifica a volta na qual a corrida foi interrompida.
- A coluna "R" indica se a corrida foi reiniciada ou não.

| Corrida (GP)                | Volta | R | Vencedor             | Incidente que causou a bandeira vermelha | Pilotos que não participaram da relargada | Ref.            |
| --------------------------- | ----- | - | -------------------- | --- | --- | --------------- |
| Indianápolis 1950           | 138   | N | Johnnie Parsons      | Chuva. | | [ 20 ]          |
| GP do Canadá 1971           | 64    | N | Jackie Stewart       | Névoa. | | [ 21 ]          |
| GP da Grã-Bretanha 1973     | 2     | Y | Peter Revson         | Acidente envolvendo Jody Scheckter, Jean-Pierre Beltoise, George Follmer, Mike Hailwood, Carlos Pace, Jochen Mass, Jackie Oliver, Roger Williamson e Andrea de Adamich. | Jody Scheckter, Jean-Pierre Beltoise, George Follmer, Mike Hailwood, Carlos Pace, Jochen Mass, Jackie Oliver, Roger Williamson, Andrea de Adamich (batida), Graham McRae (problemas de aceleração) e David Purley (abandono). | [ 22 ]          |
| GP do Brasil 1974           | 32    | N | Emerson Fittipaldi   | Chuva. | | [ 23 ]          |
| GP da Espanha 1975          | 29    | N | Jochen Mass          | Batida de Rolf Stommelen que matou cinco torcedores. Metade dos pontos foram premiados. | | [ 24 ]          |
| GP da Grã-Bretanha 1975     | 56    | N | Emerson Fittipaldi   | Chuva e batidas envolvendo Wilson Fittipaldi, Jochen Mass, John Watson, Carlos Pace, Jody Scheckter, James Hunt e Mark Donohue. | | [ 25 ]          |
| GP da Áustria 1975          | 29    | N | Vittorio Brambilla   | Chuva. Metade dos pontos foram premiados. | | [ 26 ]          |
| GP da Grã-Bretanha 1976     | 1     | Y | Niki Lauda           | Batida na largada envolvendo Clay Regazzoni, James Hunt, Jacques Laffite e Niki Lauda. | Nenhum, apesar de que Clay Regazzoni e Jacques Laffite utilizaram seus carros substitutos na relargada, algo não previsto no regulamento. Ambos foram desqualificados após a corrida.                                         | [ 27 ]          |
| GP da Alemanha 1976         | 2     | Y | James Hunt           | Batida envolvendo Niki Lauda, Brett Lunger e Harald Ertl. | Niki Lauda (acidente, lesionado), Brett Lunger e Harald Ertl (acidente), Chris Amon (abandono), Hans-Joachim Stuck (problemas no carro) e Jacques Laffite (problemas no câmbio)                                               | [ 28 ]          |
| GP da Áustria 1978          | 7     | R | Ronnie Peterson      | Chuva. | Mario Andretti, Jody Scheckter, Nelson Piquet, Héctor Rebaque, Harald Ertl, Riccardo Patrese, Alan Jones e James Hunt. | [ 29 ] [ 30 ]   |
| GP da Itália 1978           | 1     | S | Niki Lauda           | Batida envolvendo Ronnie Peterson, Riccardo Patrese, James Hunt, Vittorio Brambilla, Hans-Joachim Stuck, Patrick Depailler, Didier Pironi, Derek Daly, Clay Regazzoni e Brett Lunger. A distância da corrida diminuiu por conta de uma preocupação da direção de prova com a luz natural.                                  | Ronnie Peterson (acidente fatal), Vittorio Brambilla (lesionado), Hans-Joachim Stuck, Didier Pironi e Brett Lunger. | [ 31 ]          |
| GP da Argentina 1979        | 1     | Y | Jacques Laffite      | Batida envolvendo Jody Scheckter, Arturo Merzario, Didier Pironi, Nelson Piquet, John Watson, Patrick Tambay e Mario Andretti. | Jody Scheckter, Arturo Merzario, Didier Pironi, Nelson Piquet e Patrick Tambay. | [ 32 ] [ 33 ]   |
| GP da África do Sul 1979    | 2     | R | Gilles Villeneuve    | Chuva. | | [ 34 ] [ 35 ]   |
| GP do Canadá 1980           | 1     | Y | Alan Jones           | Batida envolvendo Jean-Pierre Jarier, Derek Daly, Emerson Fittipaldi, Keke Rosberg, Mario Andretti, Gilles Villeneuve e Jochen Mass. | Derek Daly (batida) e Mike Thackwell (que emprestou seu carro para Jean-Pierre Jarier depois que o piloto bateu). | [ 36 ]          |
| GP da Bélgica 1981          | 2     | R | Carlos Reutemann     | Batida no início da corrida que envolveu Riccardo Patrese e seu companheiro de equipe Siegfried Stohr. | Riccardo Patrese e Siegfried Stohr | [ 37 ]          |
| GP da Bélgica 1981          | 54    | N | Carlos Reutemann     | Chuva. | | [ 37 ]          |
| GP da França 1981           | 58    | R | Alain Prost          | Chuva. | | [ 38 ]          |
| GP de Detroit 1982          | 7     | R | John Watson          | Batida envolvendo Elio de Angelis, Roberto Guerrero, e Riccardo Patrese. Devido ao limite de tempo, a corrida foi diminuída em oito voltas. | Riccardo Patrese e Roberto Guerrero | [ 39 ] [ 40 ]   |
| GP do Canadá 1982           | 1     | Y | Nelson Piquet        | Didier Pironi teve problemas na largada, causando seu carro a ficar parado no grid. Riccardo Paletti não conseguiu desviar e acertou em cheio a traseira de Pironi. Em menos de um minuto o carro também pegou fogo. Paletti faleceu. Geoff Lees, Raul Boesel e Eliseo Salazar também se envolveram em batidas na largada. | Riccardo Paletti (acidente fatal), Geoff Lees (batida) e Jean-Pierre Jarier (abandonou após a morte de seu companheiro de equipe).                                                                                            | [ 41 ]          |
| GP de Mônaco 1984           | 31    | N | Alain Prost          | Chuva. Metade dos pontos foram premiados. | | [ 42 ]          |
| GP de Detroit 1984          | 1     | Y | Nelson Piquet        | Batida no início da prova envolvendo Nelson Piquet, Ayrton Senna, Michele Alboreto e Marc Surer | Marc Surer | [ 43 ]          |
| GP da Grã-Bretanha 1984     | 11    | S | Niki Lauda           | Batida de Jonathan Palmer. | | [ 44 ]          |
| GP da Áustria 1984          | 1     | Y | Niki Lauda           | Erro no processo da largada. | | [ 45 ]          |
| GP da Áustria 1985          | 1     | Y | Alain Prost          | Batida no início da prova envolvendo Teo Fabi, Elio de Angelis, Michele Alboreto e Gerhard Berger. | Piercarlo Ghinzani | [ 46 ]          |
| GP da Grã-Bretanha 1986     | 1     | Y | Nigel Mansell        | O carro de Nigel Mansell falhou na lardgada, causando um acidente que envolveu Thierry Boutsen, Jacques Laffite, Christian Danner, Piercarlo Ghinzani, Allen Berg e Jonathan Palmer. | Jacques Laffite (acidente, lesionado), Christian Danner, Piercarlo Ghinzani e Allen Berg. | [ 47 ]          |
| GP da Bélgica 1987          | 2     | Y | Alain Prost          | Batida envolvendo Jonathan Palmer e Philippe Streiff. | Jonathan Palmer | [ 48 ]          |
| GP da Áustria 1987          | 1     | Y | Nigel Mansell        | A primeira largada foi interrompida após uma batida de Martin Brundle, seguida por batidas de Jonathan Palmer, Philippe Streiff e Piercarlo Ghinzani. | | [ 49 ]          |
| GP da Áustria 1987          | 1     | Y | Nigel Mansell        | A segunda largada também teve bandeira vermelha após Nigel Mansell sofrer com problemas técnicos e causar as batidas de Eddie Cheever, Riccardo Patrese, Stefan Johansson, Alex Caffi, Ivan Capelli, Pascal Fabre, Philippe Alliot, Martin Brundle e Christian Danner.                                                     | Philippe Streiff | [ 49 ]          |
| GP de Portugal 1987         | 2     | Y | Alain Prost          | Batida no início da prova envolvendo Nelson Piquet e Michele Alboreto. O resultado foi uma confusão geral entre Derek Warwick, Satoru Nakajima, Martin Brundle, Christian Danner, Philippe Alliot, René Arnoux e Adrián Campos.                                                                                            | Christian Danner | [ 50 ]          |
| GP do México 1987           | 30    | S | Nigel Mansell        | Batida de Derek Warwick. | | [ 51 ]          |
| GP de Portugal 1988         | 1     | Y | Alain Prost          | A primeira largada foi abortada após o carro de Andrea de Cesaris ter problemas no grid. | | [ 52 ]          |
| GP de Portugal 1988         | 1     | Y | Alain Prost          | Na relargada, Derek Warwick teve problemas com seu carro e foi atingido por Andrea de Cesaris. Luis Pérez-Sala e Satoru Nakajima também foram envolvidos. | | [ 52 ]          |
| GP de San Marino 1989       | 4     | S | Ayrton Senna         | Batida de Gerhard Berger na curva Tamburello. O carro pegou fogo, que se alastrou pela grama momentâneamente e a prova foi intrerompida. | Gerhard Berger (lesionado) | [ 53 ]          |
| GP do México 1989           | 2     | Y | Ayrton Senna         | Batida envolvendo múltiplos carros. | | [ 54 ]          |
| GP da França 1989           | 1     | Y | Alain Prost          | Batida envolvendo Nigel Mansell, Maurício Gugelmin, Thierry Boutsen, René Arnoux e Jonathan Palmer | | [ 55 ]          |
| GP da Austrália 1989        | 2     | Y | Thierry Boutsen      | Batida de JJ Lehto. | Nicola Larini, Alain Prost (abandono) | [ 56 ]          |
| GP de Mônaco 1990           | 1     | Y | Ayrton Senna         | Batida envolvendo Gerhard Berger e Alain Prost. | | [ 57 ]          |
| GP da Bélgica 1990          | 1     | Y | Ayrton Senna         | Mútiplos acidentes na primeira volta, envolvendo Martin Donnelly, Nigel Mansell, Aguri Suzuki e outros. | Aguri Suzuki | [ 58 ]          |
| GP da Bélgica 1990          | 1     | Y | Ayrton Senna         | Batida envolvendo Paolo Barilla, que resultou em um problema no guardrail. | Paolo Barilla | [ 58 ]          |
| GP da Itália 1990           | 2     | Y | Ayrton Senna         | Batida de Derek Warwick. | | [ 59 ]          |
| GP de Portugal 1990         | 61    | N | Nigel Mansell        | Batida de Aguri Suzuki e Alex Caffi. | | [ 60 ]          |
| GP da Austrália 1991        | 14    | N | Ayrton Senna         | Chuva. Os pontos foram premiados pela metade. | | [ 61 ]          |
| GP da França 1992           | 18    | S | Nigel Mansell        | Chuva. | | [ 62 ]          |
| GP de San Marino 1994       | 7     | S | Michael Schumacher   | Acidente fatal resultando na morte de Ayrton Senna. A corrida foi diminuída em três voltas. | Ayrton Senna (acidente fatal), Érik Comas (abandono) | [ 63 ]          |
| GP da Itália 1994           | 1     | Y | Damon Hill           | Batida envolvendo múltiplos carros. | | [ 64 ]          |
| GP do Japão 1994            | 15    | S | Damon Hill           | Chuva e batida de Martin Brundle, que causou o ferimento de um comissário de pista. A corrida foi reiniciada com o líder Michael Schumacher atrás do Safety Car. | Martin Brundle | [ 65 ]          |
| GP da Argentina 1995        | 1     | Y | Damon Hill           | Batidas que envolveram Jean Alesi, Mika Salo, Luca Badoer, Olivier Panis, Pierluigi Martini, Johnny Herbert, Rubens Barrichello e Ukyo Katayama. | Luca Badoer | [ 66 ]          |
| GP de Mônaco 1995           | 1     | Y | Michael Schumacher   | Batida envolvendo Jean Alesi, Gerhard Berger e David Coulthard. | Domenico Schiattarella, Jos Verstappen | [ 67 ]          |
| GP da Itália 1995           | 1     | Y | Johnny Herbert       | Batida envolvendo Max Papis, Jean-Christophe Boullion, Andrea Montermini, Pedro Paulo Diniz e Roberto Moreno. | Andrea Montermini e Roberto Moreno. | [ 68 ]          |
| GP de Portugal 1995         | 1     | Y | David Coulthard      | Batida envolvendo Ukyo Katayama, Luca Badoer, Pedro Paulo Diniz e Roberto Moreno. | Ukyo Katayama (acidente, lesionado) e Max Papis (problemas de câmbio) | [ 69 ]          |
| GP da Austrália 1996        | 1     | Y | Damon Hill           | Batida envolvendo Martin Brundle, David Coulthard e Johnny Herbert. | Johnny Herbert | [ 70 ]          |
| GP do Brasil 1997           | 1     | Y | Jacques Villeneuve   | Rubens Barrichello teve problemas na largada, além de batidas de Giancarlo Fisichella, Jacques Villeneuve, Jan Magnussen, Damon Hill, Johnny Herbert e Eddie Irvine. | Jan Magnussen | [ 71 ]          |
| GP do Canadá 1997           | 56    | N | Michael Schumacher   | Batida de Olivier Panis. | | [ 72 ]          |
| GP do Canadá 1998           | 1     | Y | Michael Schumacher   | Batida envolvendo Jean Alesi, Johnny Herbert, Jarno Trulli e Alexander Wurz. | | [ 73 ]          |
| GP da França 1998           | 1     | S | Michael Schumacher   | Jos Verstappen teve problemas na largada e ficou parado no grid. | | [ 75 ]          |
| GP da Bélgica 1998          | 1     | Y | Damon Hill           | Acidente de proporções inacreditáveis envolvendo David Coulthard, Jos Verstappen, Eddie Irvine, Alexander Wurz, Rubens Barrichello, Johnny Herbert, Olivier Panis, Jarno Trulli, Mika Salo, Pedro Diniz, Toranosuke Takagi, Ricardo Rosset e Shinji Nakano.                                                                | Rubens Barrichello, Ricardo Rosset, Mika Salo e Olivier Panis. | [ 76 ]          |
| GP da Grã-Bretanha 1999     | 1     | Y | David Coulthard      | Jacques Villeneuve e Alessandro Zanardi ficaram parados no grid por conta de problemas. Michael Schumacher bateu mesmo depois da bandeira vermelha ter sido acionada. | Michael Schumacher (acidente, lesionado) | [ 77 ]          |
| GP de Mônaco 2000           | 1     | Y | David Coulthard      | Problemas técnicos em computadores da FIA. Pedro de la Rosa e Jenson Button bateram mesmo depois da bandeira vermelha ter sido acionada. | Pedro de la Rosa | [ 78 ]          |
| GP da Alemanha 2001         | 2     | Y | Ralf Schumacher      | Batida envolvendo Luciano Burti e Michael Schumacher. | | [ 79 ]          |
| GP da Bélgica 2001          | 5     | S | Michael Schumacher   | Batida envolvendo Luciano Burti e Eddie Irvine, resultando em uma barreira de pneus arrebentada. | Luciano Burti (acidente, lesionado), Eddie Irvine (acidente), Kimi Räikkönen (problemas de transmissão) e Fernando Alonso (problemas de câmbio)                                                                               | [ 82 ]          |
| GP do Brasil 2003           | 56    | N | Giancarlo Fisichella | Batidas de Mark Webber e Fernando Alonso, que se chocou com detritos na pistas deixados pelo carro de Webber. | | [ 84 ]          |
| GP da Europa 2007           | 5     | R | Fernando Alonso      | Chuva torrencial e batidas/saídas de pista de Jenson Button, Nico Rosberg, Adrian Sutil, Lewis Hamilton, Scott Speed e Vitantonio Liuzzi. | Jenson Button, Nico Rosberg, Adrian Sutil, Scott Speed e Vitantonio Liuzzi. | [ 85 ]          |
| GP da Malásia 2009          | 33    | N | Jenson Button        | Chuva torrencial e batidas/saídas de pista de Sébastien Buemi, Sebastian Vettel e Giancarlo Fisichella. Os pontos foram premiados pela metade. | | [ 86 ]          |
| GP da Coreia 2010           | 3     | R | Fernando Alonso      | Chuva. A corrida foi reiniciada atrás do Safety Car, que só saiu da pista na volta 18. | | [ 87 ]          |
| GP de Mônaco 2011           | 72    | R | Sebastian Vettel     | Batida envolvendo Adrian Sutil, Lewis Hamilton, Jaime Alguersuari e Vitaly Petrov. | Jaime Alguersuari e Vitaly Petrov | [ 89 ]          |
| GP do Canadá 2011           | 25    | R | Jenson Button        | Chuva. Uma das provas mais icônicas da Fórmula 1. | | [ 90 ]          |
| GP da Malásia 2012          | 9     | R | Fernando Alonso      | Chuva. | | [ 91 ]          |
| GP de Mônaco 2013           | 46    | R | Nico Rosberg         | Batida envolvendo Pastor Maldonado e Max Chilton, que acabou fazendo com que uma barreira de pneus parasse no meio da pista. | Pastor Maldonado | [ 92 ]          |
| GP da Grã-Bretanha 2014     | 1     | R | Lewis Hamilton       | Batida envolvendo Kimi Räikkönen, Felipe Massa e Kamui Kobayashi, resultando em um problema com um dos guardrails. | Kimi Räikkönen e Felipe Massa | [ 93 ]          |
| GP do Japão 2014            | 2     | R | Lewis Hamilton       | Chuva torrencial, resultado do Tufão Phanfone. | | [ 94 ]          |
| GP do Japão 2014            | 46    | N | Lewis Hamilton       | Acidente fatal de Jules Bianchi. | | [ 94 ]          |
| GP da Austrália 2016        | 18    | R | Nico Rosberg         | Batida forte envolvendo Fernando Alonso e Esteban Gutiérrez. | Fernando Alonso (acidente, lesionado), Esteban Gutiérrez (acidente) e Rio Haryanto (problemas mecânicos durante o período da bandeira vermelha)                                                                               | [ 95 ]          |
| GP da Bélgica 2016          | 9     | R | Nico Rosberg         | Batida de Kevin Magnussen, que causou um problema momentâneo de segurança no circuito. | Kevin Magnussen | [ 96 ]          |
| GP do Brasil 2016           | 21    | R | Lewis Hamilton       | Chuva e batida de Kimi Räikkönen. | Jolyon Palmer, Kimi Räikkönen | [ 97 ]          |
| GP do Brasil 2016           | 28    | R | Lewis Hamilton       | Chuva. | | [ 97 ]          |
| GP do Azerbaijão 2017       | 22    | R | Daniel Ricciardo     | Pedaços de carros na pista. | | [ 98 ]          |
| GP da Itália 2020           | 27    | R | Pierre Gasly         | Batida de Charles Leclerc, que causou um problema na barreira de pneus. | Charles Leclerc | [ 99 ]          |
| GP da Toscana 2020          | 9     | R | Lewis Hamilton       | Batida envolvendo Carlos Sainz Jr., Nicholas Latifi, Kevin Magnussen e Antonio Giovinazzi. | Carlos Sainz Jr., Nicholas Latifi, Kevin Magnussen, Antonio Giovinazzi (batida) e Esteban Ocon (problemas de freio) | [ 100 ]         |
| GP da Toscana 2020          | 46    | R | Lewis Hamilton       | Batida de Lance Stroll, que causou um problema na barreira de pneus. | Lance Stroll | [ 101 ]         |
| GP do Bahrain 2020          | 1     | R | Lewis Hamilton       | Acidente grave de Romain Grosjean, que teve parte do corpo levemente queimada após seu carro pegar fogo. Além disso, causou danos na barreira de pneus. | Romain Grosjean (acidente, lesionado) | [ 102 ]         |
| GP da Emília-Romanha 2021   | 33    | R | Max Verstappen       | Batida de Valtteri Bottas e George Russell, que trouxe pedaços de carro para a pista. | Valtteri Bottas, George Russell | [ 103 ]         |
| GP do Azerbaijão 2021       | 48    | R | Sergio Pérez         | Batida de Max Verstappen, que parou na reta principal do circuito de rua. | Max Verstappen | [ 104 ] [ 105 ] |
| GP da Grã-Bretanha 2021     | 2     | R | Lewis Hamilton       | Batida envolvendo Lewis Hamilton e Max Verstappen, resultando em danos a barreira de pneus e necessidade de chamada do Medical Car. | Max Verstappen | [ 106 ]         |
| GP da Hungria 2021          | 2     | R | Esteban Ocon         | Batidas envolvendo Valtteri Bottas, Lando Norris, Max Verstappen, Sergio Pérez, Lance Stroll, Daniel Ricciardo, e Charles Leclerc, resultando em pedaços de carro na pista. | Valtteri Bottas, Charles Leclerc, Lance Stroll, Sergio Pérez, Lando Norris (todos pela batida) | [ 107 ]         |
| GP da Bélgica 2021          | 3     | N | Max Verstappen       | Chuva. Os pontos foram premiados pela metade. Uma das corridas mais icônicas da era moderna da Fórmula 1. | | [ 108 ]         |
| GP da Arábia Saudita 2021   | 13    | R | Lewis Hamilton       | Batida de Mick Schumacher. | Mick Schumacher | [ 109 ]         |
| GP da Arábia Saudita 2021   | 15    | R | Lewis Hamilton       | Batidas de Sergio Pérez, Nikita Mazepin, George Russell e Charles Leclerc. | Sergio Pérez, Nikita Mazepin e George Russell | [ 110 ]         |
| GP de Mônaco 2022           | 30    | S | Sergio Pérez         | Batida de Mick Schumacher, resultando em uma barreira de pneus arrebentada e o carro partido ao meio. | Mick Schumacher | [ 111 ]         |
| GP da Grã-Bretanha 2022     | 1     | R | Carlos Sainz Jr.     | Batida envolvendo Alexander Albon, Guanyu Zhou, Esteban Ocon, Pierre Gasly, George Russell, Sebastian Vettel e Yuki Tsunoda. | Guanyu Zhou, Alexander Albon e George Russell (todos pelo acidente) | [ 112 ]         |
| GP do Japão 2022            | 2     | S | Max Verstappen       | Chuva forte, batida de Carlos Sainz Jr. e rodadas de Sebastian Vettel e Guanyu Zhou. | Carlos Sainz Jr. (batida) e Alexander Albon (problema hidráulico) | [ 113 ]         |
| GP da Austrália de 2023     | 8     | R | Max Verstappen       | Batida de Alexander Albon. | Alexander Albon (batida) | [ 114 ] [ 115 ] |
| GP da Austrália de 2023     | 55    | R | Max Verstappen       | Batida de Kevin Magnussen, resultando em sujeira e um pneu no meio da pista. | Kevin Magnussen (batida) | [ 114 ] [ 115 ] |
| GP da Austrália de 2023     | 57    | R | Max Verstappen       | Acidente envolvendo Logan Sargeant, Nyck de Vries, Esteban Ocon e Pierre Gasly. | Logan Sargeant, Nyck de Vries, Esteban Ocon e Pierre Gasly (todos pelo acidente) | [ 116 ]         |
| GP dos Países Baixos 2023   | 64    | R | Max Verstappen       | Chuva e batida de Guanyu Zhou, que causou um problema na barreira de pneus. | Guanyu Zhou (batida) | [ 117 ]         |
| GP da Cidade do México 2023 | 34    | R | Max Verstappen       | Batida de Kevin Magnussen, que causou um problema na barreira de pneus. | Kevin Magnussen (batida) | [ 118 ]         |
| GP do Japão 2024            | 1     | R | Max Verstappen       | Batida envolvendo Daniel Ricciardo e Alexander Albon, que causou um problema na barreira de pneus. | Daniel Ricciardo e Alexander Albon | [ 119 ]         |